# 上峪乡
上峪乡，是中华人民共和国河南省鹤壁市淇滨区下辖的一个乡镇级行政单位。

## 行政区划
上峪乡下辖以下地区：
上峪村、上庄村、柴家坡村、水泉村、卓坡村、柏尖山村、桑园村、白龙庙村、纸坊村、南山村、安乐洞村、朔泉村、西柴厂村、中柴厂村、后沟村、鹿厂村、邪圹村和老望岩村。